# Орбетелло
Орбетелло (італ. Orbetello) — муніципалітет в Італії, у регіоні Тоскана,  провінція Гроссето.
Орбетелло розташоване на відстані близько 125 км на північний захід від Рима, 150 км на південь від Флоренції, 38 км на південь від Гроссето.
Населення — 14 890 осіб (2014).

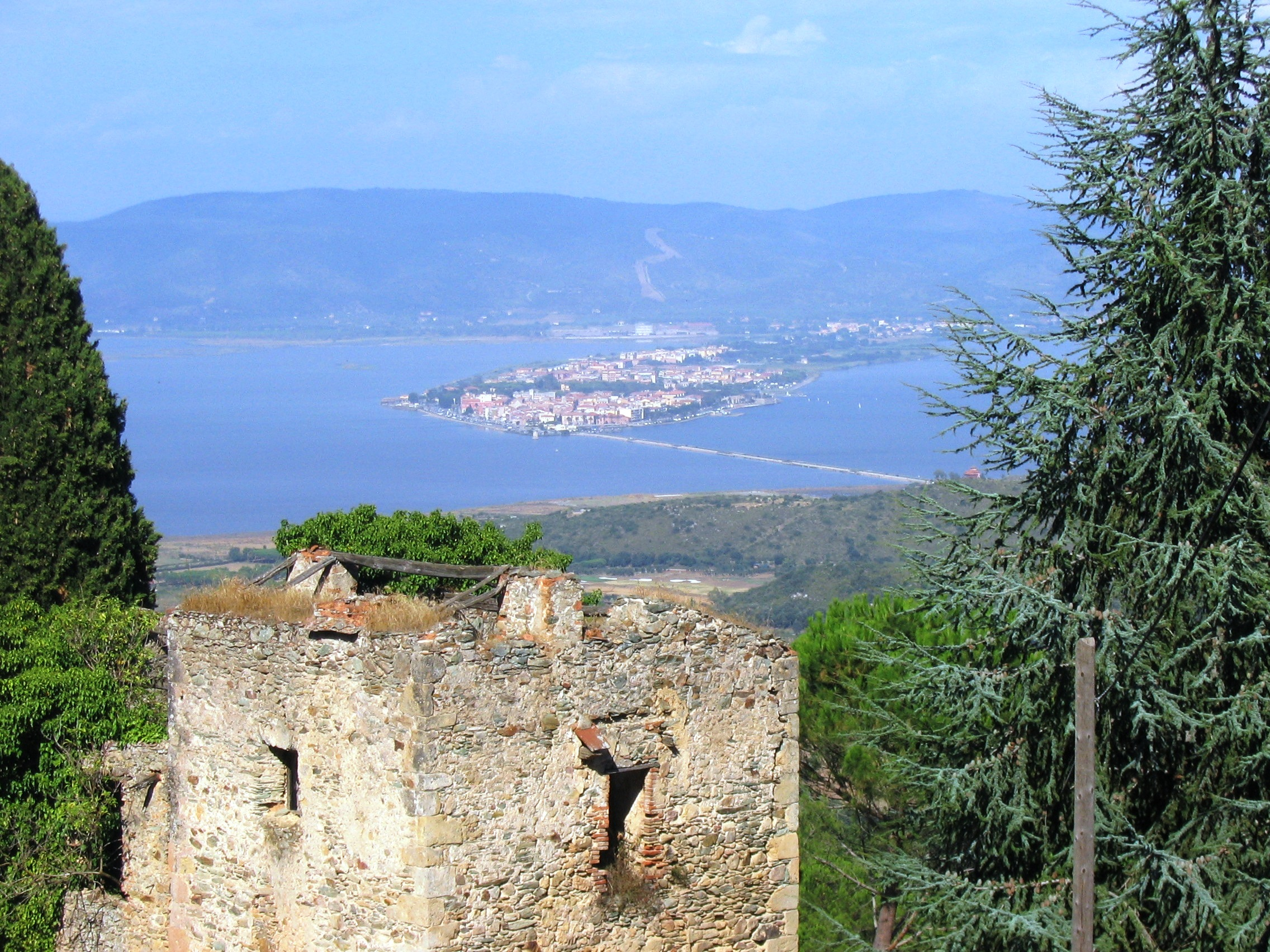

Щорічний фестиваль відбувається 3 лютого. Покровитель — святий Власій.

## Демографія
Населення за роками:

Станом на 1 січня 2023 року в муніципалітеті офіційно проживало 946 іноземців з 62 країн, серед них 450 громадян країн Євросоюзу та 36 громадян України.

## Сусідні муніципалітети
- Капальбіо
- Мальяно-ін-Тоскана
- Манчіано
- Монте-Арджентаріо